# Athos Casarini
Athos Casarini (Bologna, 1883 – Monte San Gabriele, 12 settembre 1917) è stato un pittore italiano.

## Biografia
Emigrato a New York nel 1909, si mette presto in mostra come disegnatore satirico, grazie al suo segno elegante. Collabora a importanti giornali e riviste quali Post-Dispatch, New York World, Harper's Weekly, Coller's, e aderisce al movimento futurista di Filippo Tommaso Marinetti. Sarà proprio Casarini con l'amico Joseph Stella ad introdurre a New York il futurismo, orgoglioso delle novità giunte, una volta tanto, dall'Italia. 
Fu l'unico italiano tra più di mille artisti europei e americani presente nella famosa esposizione dell'Armory Show del 1913. 
Pur essendo il solo futurista a pronunciarsi contro la guerra, torna in Italia e si arruola volontario nel 1915 ma il 12 settembre 1917 trova la morte combattendo sul Carso.
Alcuni quadri di Casarini, riportati a Bologna dal fratello al termine del conflitto, saranno presentati alla Esposizione nazionale della guerra del 1919.
Diversi anni dopo Marinetti celebrerà la «sintassi vigorosamente italiana» di Athos Casarini, «pittore futurista italiano d'America», in una mostra postuma.